# Eugenio Treves

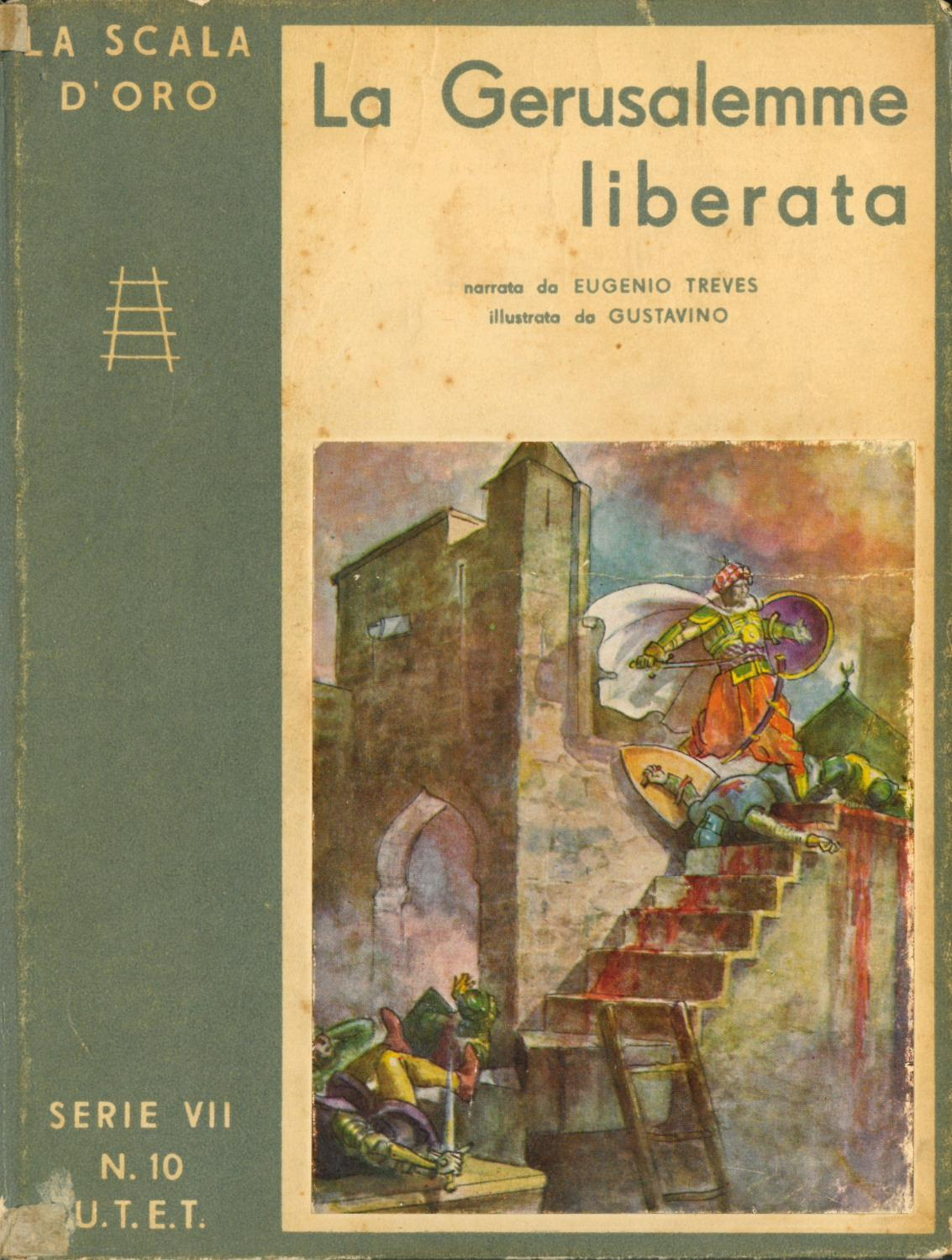
Copertina del volume "La Gerusalemme liberata" narrata da Eugenio Treves, della collana La scala d'oro

Eugenio Treves (Milano, 23 gennaio 1888 – Vercelli, 19 dicembre 1970) è stato uno scrittore e lessicografo italiano.

## Biografia
Nato a Milano nel 1888, dopo aver conseguito la laurea in Lettere a Firenze nel 1911, fu per due anni lettore d'italiano nell'Università di Grenoble. Nel 1914 divenne docente di lettere all'Istituto tecnico Camillo Cavour di Vercelli.
Volontario nella prima guerra mondiale
fu decorato, per i combattimenti sul Montello,
con una Croce di guerra al valor militare.   
Allontanato dall'insegnamento per effetto delle leggi razziali del 1938,
fu poi reintegrato alla fine del secondo conflitto.

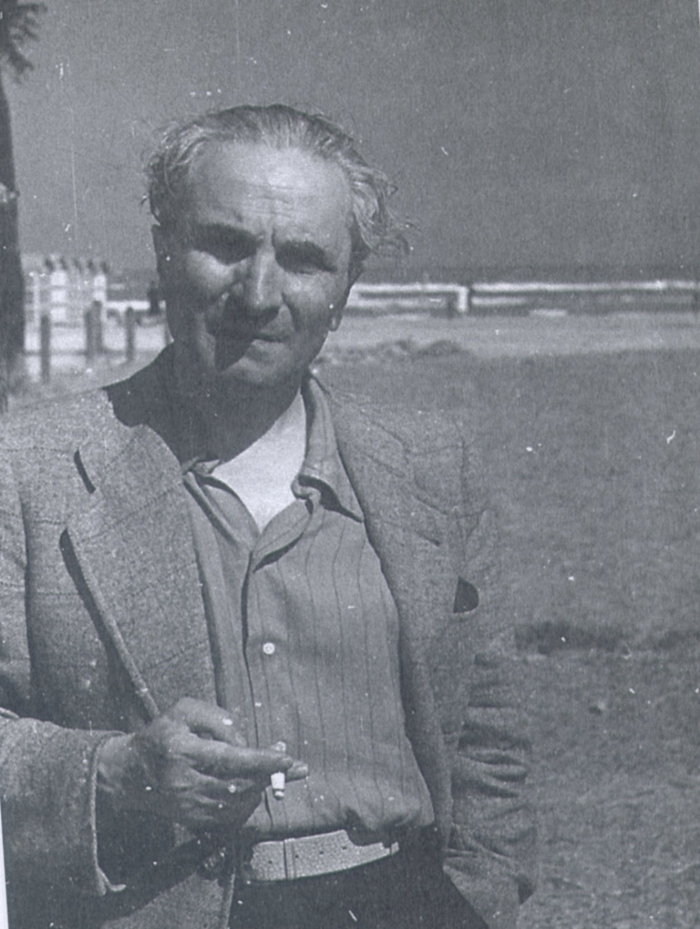
Fernando Palazzi, con cui Treves collaborò

Sempre per motivi razziali, pur avendo lungamente collaborato con Fernando Palazzi, nella redazione del Novissimo dizionario della lingua italiana, pubblicato nel 1939 dalla casa editrice Ceschina, il suo nome venne omesso.
Nel 1924 fondò la rivista Vercelli Nobilissima.
Scrisse e pubblicò raccolte di poesie, fiabe, romanzi e ricerche erudite.   Il suo commento all'Odissea, tradotta da Ippolito Pindemonte, edito da La Nuova Italia, ebbe numerose ristampe.
Negli anni trenta, per la collana dedicata ai bambini e ai ragazzi La scala d'oro dell'editore UTET, compose diverse riduzioni di opere di celebri autori, quali l'Orlando furioso dell'Ariosto, la Gerusalemme liberata del Tasso,  Racconti straordinari di Poe, I racconti di Natale di Dickens, Quo vadis? di Sienkiewicz, il Morgante Maggiore di Pulci.
In collaborazione con Palazzi e Luigi Falcucci curò antologie di lettura per le scuole. Tra le sue attività letterarie anche la traduzione di opere di autori francesi ed inglesi.
Morì a Vercelli, a ottantadue anni, nel 1970.
Dopo la sua morte, il suo epistolario, circa 2.300 lettere del periodo 1903-1970, scambiate, tra gli altri, con Giuseppe Prezzolini, Attilio Momigliano, Ada Negri, Salvator Gotta, fu consegnato nel 1996 all'Archivio di Stato.
Nel 2001, la famiglia Treves donò alla città di Vercelli i 7.000 volumi della sua biblioteca, affidandoli all'Università del Piemonte Orientale e al Comune.

## Opere
- Fragmenta : versi, Vercelli, Gallardi e Ugo, 1907.
- Primavera deserta, Firenze, Tipografia G. Carnesecchi e Figli, 1907.
- Il dono, Firenze, Tipografia Galileana, 1908.
- Madonna Alba, Madonna Luna, Firenze : Tipografia Galileiana, 1910.
- Firenze : canto, Firenze, Tip. G. Carnesecchi e Figli, 1911.
- Firenze : terzine, Firenze, Tip. G. Carnesecchi e Figli, 1911.
- La satira di Cino da Pistoia contro Napoli, Torino, E. Loescher, 1911.
- L'opera di Nanni Pegolotti : e in appendice, Il canzoniere, Città di Castello, Casa Editrice S. Lapi, 1913.
- L'elitropia, Bologna, N. Zanichelli, 1914.
- Cognatina : novelle, Vercelli, Gallardi e Ugo, 1915
- Frate Francesco : novelle vere, Firenze, Luigi Battistelli, 1921.
- Il pellegrino sconosciuto : cinque fiabe / di Eugenio Treves, Vercelli, Gallardi e Ugo, 1924.
- Libri italiani per ragazzi, Lidel, VII, n. 12, Milano, 1925 - con illustrazioni di Sergio Burzi.
- Il fantoccio : novelle, Vercelli, Gallardi e Ugo, 1927.
- Leggende piemontesi, Milano, Soc. Edit. Unitas, 1931.
- Avventura abissina : Racconto illustrato da Scolari decenni, Milano, Nuova Italia, 1936.
- Vita di Vittorio Alfieri / narrata da Eugenio Treves, Firenze, Sansoni, 1947.
- Mago Bontà : romanzo per i ragazzi, Firenze, Vallecchi, 1949.
- Si dice? ... : dubbi ed errori di lingua e di grammatica, Milano, Ceschina, 1951.
- Dei ed eroi : mitologia greca e romana, Milano - Messina, Principato, 1952.
- L'avventuriero onorato, Milano, Ceschina, 1954.
- Il mondo epico : da Omero a Cervantes, Firenze, La nuova Italia, 1962.
- I racconti di Shakespeare, Milano - Messina : Principato, 1964.

### Riduzioni

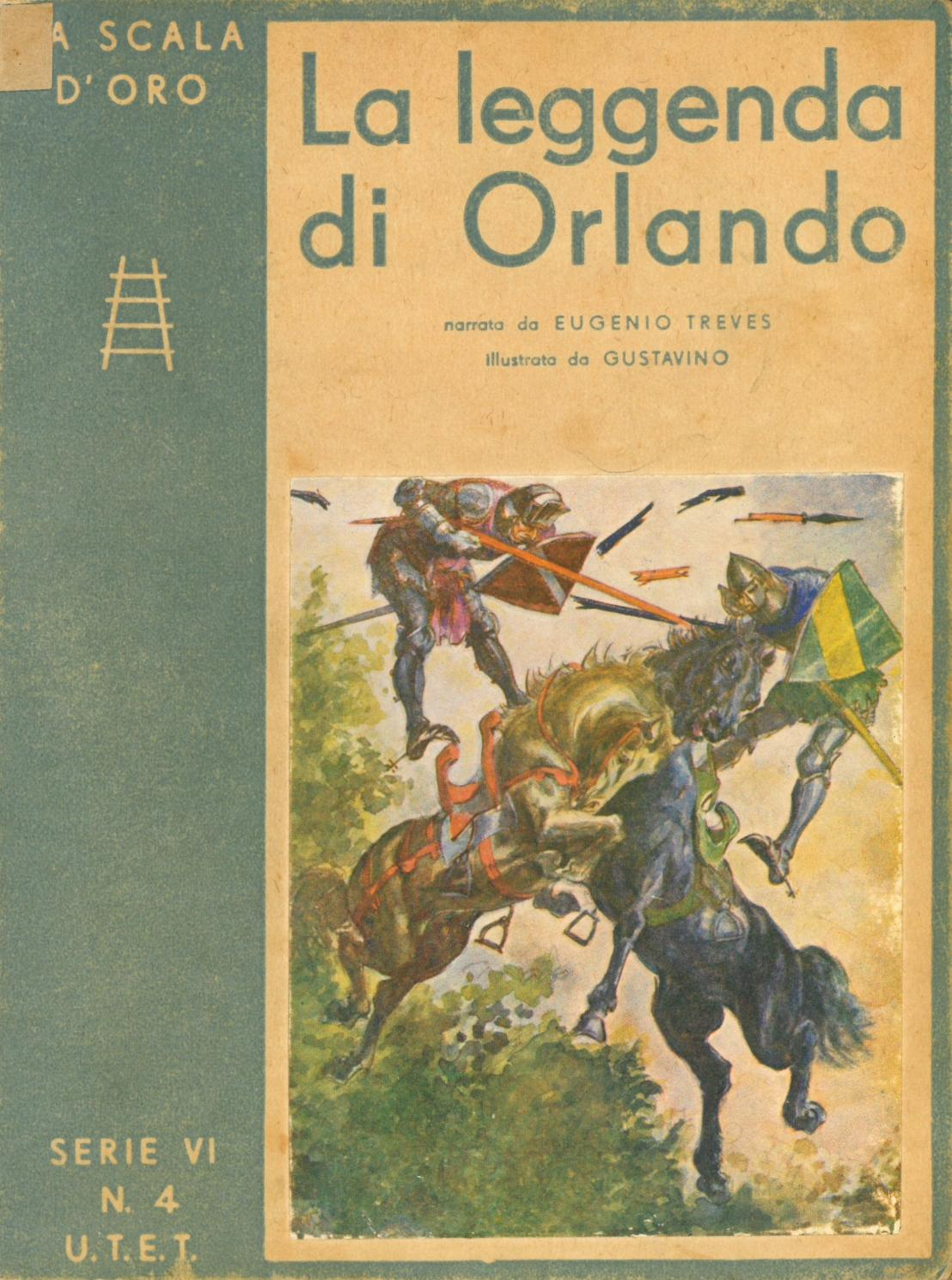
Copertina del volume "La leggenda di Orlando" narrata da Eugenio Treves, della collana La scala d'oro

- La leggenda di Orlando : Narrata da Eugenio Treves, illustrata da Gustavino, in La Scala d'oro, Torino, UTET Unione tipografico-editrice torinese, 1933.
- La Gerusalemme liberata : Poema di Torquato Tasso, narrato da E.T., illustrato da Gustavino, in La Scala d'oro, TorinoTorino, UTET, 1934.
- I racconti di Natale : Tre romanzetti di Charles Dickens, narrati da E.T., illustrati da Carlo Nicco, in La Scala d'oro, Torino, UTET, 1934.
- Racconti straordinari : Novelle di Edgar Allan Poe, narrate da E.T., illustrate da Vsevolode Nicouline, in La Scala d'oro, Torino, UTET, 1935.
- Il Morgante Maggiore : Poema eroicomico di Luigi Pulci, narrato E.T., illustrato da Mario Zampini, in La Scala d'oro, Torino, UTET, 1935.
- Quo vadis? : Romanzo di Enrico Sienkiewicz, narrato da E.T., illustrato da Marina Battigelli, in La Scala d'oro, Torino, UTET, 1936.

### Traduzioni
- Geo London, Due mesi con i banditi di Chicago, Milano, Bompiani, 1931.
- Sophie de Ségur, L'albergo dell'Angelo custode, Milano - Messina, Principato, 1953.
- Sophie de Ségur, Il generale Durakine, Milano - Messina, Principato, 1953.